# Like Me
„Like Me” este un cântec R&B al formației americane Girlicious. Piesa a fost lansată ca primul disc single al grupului, fiind inclus pe materialalul, Girlicious. „Like Me” a debutat pe locul 4 în Canada și pe locul 102 în S.U.A..

## Clasamente
| Clasament                                | Poziția maximă | Referință |
| ---------------------------------------- | -------------- | --------- |
| Canadian Hot 100                         | 4              | [ 2 ]     |
| Canadian Hot Digital Songs               | 3              | [ 4 ]     |
| Billboard Bubbling Under Hot 100 Singles | 2              | [ 3 ]     |
| Billboard Hot Digital Songs              | 55             | [ 4 ]     |
| Billboard Pop 100                        | 70             | [ 4 ]     |